# Pichisermollodes connexa
Pichisermollodes connexa là một loài dương xỉ trong họ Polypodiaceae. Loài này được Ching Fraser-Jenk. mô tả khoa học đầu tiên năm 2009.